# You've Been Framed
You've Been Framed (Vous avez été encadré) est une émission de télévision britannique, produite par ITV Productions pour ITV1.
Comme dans l'émission française Vidéo gag, les spectateurs envoient des bandes vidéos qu'ils ont eux-mêmes tourné ayant un côté humoristique (souvent quelqu'un se fait mal, par exemple en tombant, ce qui est très commun dans l'émission).
L'émission est présentée par le comédien Harry Hill, connu pour son accoutrement, notamment ses cols de chemises en pelle à tarte de taille exagérée. 
C'est lui qui fait les voix-off et donne le côté humoristique aux images.